# Harpyopsis novaeguineae
L'arpia della Nuova Guinea (Harpyopsis novaeguineae Salvadori, 1875), unica specie del genere Harpyopsis Salvadori, 1875, è un uccello rapace della famiglia degli Accipitridi endemico della Nuova Guinea.

## Descrizione

### Dimensioni
Misura 72-90 cm di lunghezza, per un peso di 1600-2400 g; l'apertura alare è di 121-157 cm.

### Aspetto
Quest'aquila di grandi dimensioni ha ali corte e larghe, una coda lunga e arrotondata, zampe nude di colore giallo e una corta cresta cespugliosa. L'estremità dell'ala ripiegata raggiunge a malapena la base della coda. Nel maschio adulto, le penne delle parti superiori sono di colore grigio-bruno, con barre scure e bordi color crema. Sulla coda vi sono quattro o cinque barre, oltre ad una larga banda subterminale nerastra. Le parti inferiori sono color crema, con gola e petto più o meno sfumati di grigio e fianchi macchiati di marrone. Viste dal basso nell'esemplare in volo, queste parti inferiori color crema creano un netto contrasto con la colorazione più scura della testa. Le barre e la banda subterminale nere spiccano nettamente sullo sfondo grigio delle sotto-caudali. La femmina giovane somiglia molto al maschio adulto. Presenta, tuttavia, parti superiori più chiare e più uniformi e parti inferiori dai toni più camoscio. Sulla coda si trovano sette od otto barre sottili e la banda subterminale è assente. In volo, le parti inferiori camoscio-crema appaiono più uniformi e la coda e la parte distale delle remiganti sono finemente barrate.

## Biologia
Questo uccello discreto è piuttosto solitario. Si sposta volando a quota relativamente bassa. Sorvola volteggiando le cime degli alberi della volta ad altitudini tra i 30  e i 60 metri dal suolo. Plana solo molto raramente. Quando caccia, si tuffa in picchiata e colpisce la preda alla maniera dei grandi accipitridi. Nella foresta, si appollaia su grossi rami, adottando una postura abbastanza verticale e curvando la coda in avanti. L'aquila fa udire il suo grido all'alba o al crepuscolo. Si tratta di un susseguirsi di note rapide e basse perfettamente distanziate l'una dall'altra (uno staccato), a volte seguite da alcuni buk-buk-buk. Altri osservatori hanno descritto il suo grido come un bung abbastanza simile al suono della corda di un arco che si distende.

### Alimentazione
Questo predatore molto efficace si nutre di animali abbastanza grandi, come opossum, ratti, wallaby e persino cani e maiali. Mangia anche lucertole e, se ne ha l'occasione, uccelli. Si sposta correndo sul terreno, si arrampica su tronchi e rami e utilizza i suoi artigli per strappare le prede camuffate tra gli alberi.

### Riproduzione
Riguardo alla riproduzione abbiamo a disposizione solo poche informazioni. Per quanto ne sappiamo, questa specie alleva un unico piccolo e non nidifica tutti gli anni.

## Distribuzione e habitat
L'habitat in cui è più frequente è senza dubbio costituito dalle foreste primarie indisturbate e dalle foreste a galleria, ma frequenta anche le radure e gli spazi aperti, i dintorni delle savane e delle boscaglie fino a 3200 metri di altitudine. Come suggerisce il nome, questa specie è endemica della Nuova Guinea, dove occupa la quasi totalità dell'isola, dalla penisola di Vogelkop, in Papuasia Occidentale, fino alla baia di Milne, nell'estremità orientale. È assente solamente da poche aree della catena centrale al di sopra dei 3000 metri.